# کنورتور ال دی

کنورتور ال-دی

کنورتور ال دی (به انگلیسی: LD converter) کوره‌ای است که در فولادسازی به روش اکسیژن قلیایی (به انگلیسی: Basic Oxygen Steelmaking) به کار می‌رود. در این کوره اکسیژن خالص (۹۹/۵ تا ۹۹/۸ درصد اکسیژن) با فشار (۴ تا ۱۰ اتمسفر) به طور عمودی روی مذاب دمیده و واکنش‌های شیمیایی به طور کلی واکنش‌های فلز-سرباره (به انگلیسی: slag-metal reactions) ایجاد می‌شود. در ادامه با تشکیل ترکیبات سرباره ساز ناخالصی های فولاد حذف و مذاب فولاد ، خالص می‌گردد. 
استفاده از کنورتور فوق که سریعترین روش فولاد سازی است جایگزین مناسبی برای کوره زیمنس مارتین محسوب می‌شود. در کارخانجات ریخته گری که امکان تهیه چدن مذاب وجود دارد می‌توان از کوره با اکسیژن دمنده به مذاب فولاد ، با کیفیت مرغوب که دارای مقدار جزئی فسفر و گوگرد و ازت و هیدروژن است دست یافت. زمان مورد نیاز برای این عملیات از شارژ مواد به درون کوره و دمش اکسیژن تا خاتمه، از ۴۰ دقیقه تا یک ساعت متغیر است. 
در اثر دمیدن اکسیژن در ”نقطه سوخت“ دمایی در حدود ۲۵۰۰ درجه سانتیگراد تولید می‌شود. درنتیجه جریانی از فولاد گرم از نقطه سوخت به طرف قسمت های تحتانی بوته حرکت می‌کند که مقدار زیادی FeO همراه دارد. اکسیژن FeO صرف سوزاندن ناخالصی های بین راهی می‌شود.
در اثر فقدان ازت ، بیلان گرما در روش دمش با اکسیژن خالص نسبت به روش های دمش با هوا تا اندازه زیادی بالاست. این کار سبب می‌شود اول بتوانیم انواع مختلف آهن را که در صنعت تولید می‌شود با این روش به فولاد تبدیل کنیم ثانیا از گرمای حاصله در کنورتور ال دی برای سوختن آهن خامی که درصد ناخالصی های آن زیاد است استفاده کنیم.
در ابتدا دمش اکسیژن در کنورتور توماس کلاً با شکست مواجه شد (چون کف کنورتور به ضخامت ۸۰ سانتیمتر تنها تحمل یکبار شارژ را داشت) بعد از جنگ جهانی دانشمندان  به این نتیجه رسیدند که مخلوطی از اکسیژن و بخار آب به کنورتور دمیده شود. نظریه کاربرد اکسیژن تحت فشار روی فلز مذاب با وجود سرباره ، توسط پرفسور روبرت دور سوییسی برای اولین بار مطرح گردید و یک کنورتور سه تنی آزمایشی برای این منظور در سال ۱۹۴۷ ساخته شد و در سال ۱۹۴۸، در حدود یک تن فولاد به این صورت تولید گردید . بر اساس این آزمایش ، یک کنورتر دو تنی نیز در Linz واقع در اتریش ساخته شد و اولین فولاد محصول آن به شکل موفقیت آمیزی در ۲۵ ژوئن سال ۱۹۴۹ به‌دست آمد. اصول این روش، امروزه همان است که در ابتدا بود. فقط گنجایش کنورتورها تا حدود ۳۳۰ تن و نیز مقدار تولید اکسیژن افزایش یافته است ،ولی مدت زمان دمیدن اکسیژن ثابت مانده است. روش ال.دی را می‌توان برای هر کارگاهی، که دارای فلز مذاب باشد، جهت تهیه فولادهای معمولی ، ساختن ورق و نیز فولادهای آلیاژی به کار برد.
1. بالا بودن مقادیر ازت، اکسیژن و فسفر در فولادسازی به روش توماس ( فسفرزدایی قبل از کربن زدایی) که منجر به ایجاد خواص نامطلوب در فولاد می‌شود.
2. نامناسب بودن بیلان گرما در روش های دمش هوا (وجود ازت در هوای دمش و تلف کردن گرمای کنورتور توماس یا بسمر)
3. گرانی آهن خام در کوره زیمنس – مارتین و بالا بودن قیمت فولاد تولیدی به علت زیادی زمان و مصرف بالای سوخت

مواد اولیه ای که جهت فولاد سازی به طریقه ال.دی به کار برده می‌شود عبارت اند از فلزمذاب کوره بلند، آهن خام سرد، قراضه فولاد، آهک، سنگ آهک ، دولومیت، فلئوریت، بوکسیت سنگ آهن و گاز اکسیژن. نسبت این مواد برای هر نوع فولاد، نسبت به ترکیب آهن، نوع فولاد و محصول و بعضی شرایط محلی تغییر می‌کند. قراضه فولاد به‌عنوان ماده سرد کننده به کار رفته و مقدار آن تابع مقدار فلز مذابی است که به کار برده می‌شود. سنگ آهن نیز گاهی به‌عنوان ماده اصلی ولی اغلب به مقدار کم، جهت کمک به تشکیل سرباره و در آخر کار فولادسازی، برای از بین بردن حرارت اضافی کنورتور، به کار برده می‌شود. میزان آهک، به نسبت مقدار فسفر، سیلیسیم و سیلیس بار تغییر می‌کند. فلوئورسپار، بوکسیت و سایر مواد گداز آور برای افزایش درصد آهک سرباره ،در جریان کار فولادسازی به کار می‌رود.

## روش کالینگ (کالدو)
در روش کالینگ فشار اکسیژن کمتر از 4 اتمسفر است و به طور مایل روی مذاب دمیده می‌شود. حمام مذاب به هنگام دمش اکسیژن در اثر حرکت دورانی بوته (۳۰ دور در دقیقه) به خوبی به هم می‌خورد و در نتیجه فعل و انفعالات بین سرباره و مذاب از قبیل فسفرزدایی بهتر عملی می‌شوند.

## روش روتور
در روتور ابرهاوزن (کوره استوانه ای دوار) از دو ونتیل برای دمیدن اکسیژن استفاده میشود. ونتیل اولیه اندکی در مذاب فرو رفته و اکسیژن خالص را درون آن می‌دمد. ونتیل ثانویه اکسیژن را به اتمسفر دمیده و سبب سوختن کربن مونو اکسید و تبدیل آن به کربن دی اکسید میشود. درجه خلوص اکسیژنی که در ونتیل دوم به کار می‌رود حدود ۷۵ درصد است. همانطور که می‌دانیم سوختن CO ارزش حرارتی کوره را بالا می‌برد.  در اینجا نیز فعل و انفعالات بین سرباره و مذاب در اثر حرکت دورانی روتور ( ۱ تا ۲ دور در دقیقه) بهتر عملی می‌شوند.

## روش LD
در این روش اکسیژن خالص (۹۹/۵  تا ۹۹/۸ درصد اکسیژن) با فشار ( ۴ تا ۱۰ اتمسفر) به‌طور عمودی روی مذاب دمیده میشود. ونتیل دمش یا لنس اکسیژن  (به انگلیسی: Oxygen Lance)  که با آب سرد می‌شود، در وسط بوته قرار می‌گیرد. فاصله آن از سطح مذاب از ۲۵ برابر قطر ونتیل بیشتر است. بر حسب نوع مذاب می‌توان لوله دمش را به طرف بالا و پایین حرکت داد. بوته متحرک به هنگام دمیدن اکسیژن ثابت می‌ماند.

## لوله اکسیژن
لوله اکسیژن (به انگلیسی: Oxygen Lance) از سه لوله متحدالمرکز تشکیل شده‌است. لوله مرکزی،جهت عبور اکسیژن ، لوله وسطی جهت آب خنک کننده و لوله خارجی جهت بازگشت آب می‌باشد. انتهای این لوله به افشانکی مسی منتهی شده است. لوله اکسیژن از فولاد ساخته شده، دارای قطر ۵۳ الی ۵۲ سانتی‌متر و طول نسبتا زیاد است زیرا، علاوه بر اینکه باید وارد کنورتور گردد از داخل کلاهک دود گیر نیز باید رد شود لذا، باید طول کافی داشته باشد. نحوه دمیدن اکسیژن از این لوله دارای اهمیت فراوان است. لوله باید طوری مستقر شود که اکسیژن درست در وسط کنورتور دمیده شود. به این منظور لوله در داخل یک کشوی راهنما مستقر و این کشو داخل کلاهک نسب و تثبیت شده است. لوله اکسیژن داخل این کشو، به سمت پایین حرکت و وقتی که به نقطه مورد نظر رسید، آن وقت به کشو قفل می‌شود و پس از اتمام دمیدن، قفل آزاد و لوله اکسیژن بالا برده می‌شود. 
از آنجایی که گنجایش کنورتورها متفاوت است (بین ۵ تا ۳۰۰ تن) به همان نسبت اکسیژن مصرفی نیز در این کنورتورها تفاوت می‌کند (بین ۲۰ تا ۹۰۰ مترمکعب در هر دقیقه) به همین خاطر باید سر ونتیل را متناسب با مقدار اکسیژن ورودی انتخاب کرد. در گذشته از ونتیل هایی استفاده می‌کردند که در سر آنها تنها یک سوراخ برای خروج اکسیژن وجود داشت و این سوراخ در وسط افشانک قرار داشته و دارای دیواره ای موازی با لوله بوده است ولی امروزه به خصوص در کنورتورهای بزرگ از ونتیل های چند سوراخه استفاده می‌کنند. قطر این سوراخ ها به اکسیژنی که باید دمیده شود بستگی دارد.

## نسوز ها

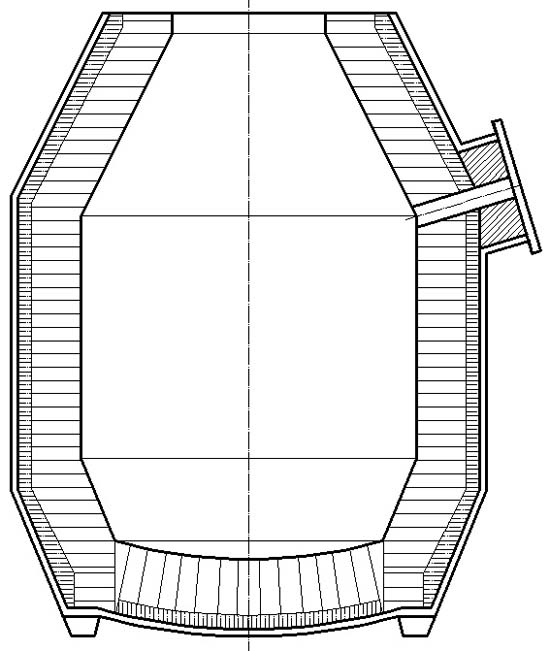
آجار های نسوز در کنورتور

در کنورتورهای بزرگ، مصرف مواد نسوز در حدود ۳/۵ الی ۵/۴ کیلوگرم برای هر تن فولاد می‌باشد. این مقدار از نصف مقداری که در کوره های باز به کار برده می‌شود کمتر بوده به طور متوسط از یک چهارم آن بیشتر نمی باشد. با وجود    این کوشش می‌شود که مصرف را از این حد باز هم کاهش دهند. 
عواملی که برعمر پوشش نسوز تاثیر می‌گذارند به قرار زیراست: 
الف) مقدار کم و ثابت سیلیسیم، عمر پوشش را زیاد می‌کند ولی، ازدیاد درصد فلز مذاب باعث کاهش آن می‌شود. 
ب) قطعات بزرگ ممکن است لطمه زیادی به پوشش کنورتور بزند، لذا باید ابعاد این قطعات را حداقل در نظر گرفت. 
پ) تهیه فولاد کم کربن عمر پوشش را کم می‌کند و تهیه فولادهای آلیاژی نیز می‌تواند همین تاثیر را داشته باشد. 
ت) اولین سرباره تولید شده در جریان دمیدن اکسیژن اسیدی است، بنابراین الزام است سریع مقداری آهک به بار اضافه شود تا تاثیر سرباره را کم کند. 
ث) درصد آهن محتوی سرباره باید در حداقل آن نگاه داشته شود و این امر نه تنها نقطه نظر متالورژی را تامین می‌کند بلکه عمر پوشش را نیز را افزایش می‌دهد. 
ج) با کوتاه کردن فاصله زمانی بین شروع کردن دمیدن اکسیژن و تخلیه بار کنورتور می‌توان عمر پوشش را افزود. 
چ) در صورتی که فاصله بین دو ذوب بیش از حد معمول باشد، کنورتور سرد گشته و عمر پوشش کاهش می‌یابد. 
ح) گرمای بیش از حد متعارف فولاد مذاب باعث کاهش عمر پوشش کنورتور می‌گردد. 
برای پوشش کنورتورهای بزرگ، آجرهای نسوز به کار می‌رود که در آن قیر یا زفت به‌عنوان ماده چسب آور، به کار برده شده است. این آجرها یا در ماشین های فشار به صورت فشرده در می‌آیند یا این که آنها را در کوره هایی می‌پزند. وقتی که آجرهای نسوز فشرده به‌کار می‌بریم، برای پوشش کنورتور ابتدا یک پوشش منیزیتی پخته و به ضخامت کم و به‌عنوان آستری در مجاورت جداره کوره به کار برده، سپس پوشش نسوز آجری به‌عنوان قشر روکاری با فاصله کمی از قشر آستری کار گذاشته می‌شود. فاصله گذاشتن بین دو قشر، خرد کردن مواد نسوز روکاری و برداشتن آنها را ،جهت ترمیم و تجدید پوشش تسهیل می‌کند. 
نوع پوششی که به کار برده می‌شود تابع نوع مواد نسوز و قیمت آنها است، برای مثال در نقاطی که دولومیت فراوان و ارزان است کمتر از منیزیت استفاده می‌شود.

## کلاهک دودگیر
دود و گاز داغ، که حاوی مقدار زیادی مواد معلق است، از دهانه کنورتور خارج می‌گردد و می‌بایست قبل از فرستادن آن به هوای آزاد تصفیه و تمیز گردیده و مواد معلق آن گرفته شود، تصفیه گازهای داغ ممکن نیست لذا، الزام است گازها را ابتدا سرد نمایند. به‌علاوه چون گازهای خروجی از کنورتور بیشتر از اکسید کربن، که احتمال انفجار آن همیشه وجود دار، تشکیل شده است باید حین سرد و تمیز کردن آن اقدامات احتیاطی ضروری صورت گیرد.